# Dziryt

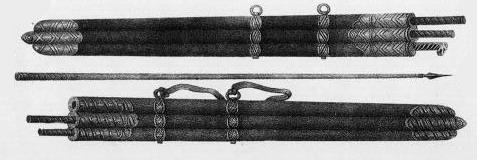
Rosyjskie dziryty.

Dziryt (osm. dżirīd, ar. dżarit) – rodzaj broni drzewcowej, odmiana włóczni znana od czasów prehistorycznych. Dziryt przeznaczony był do miotania lub do walki wręcz, używany był także do polowań.
Broń ta była popularna w Indiach, w Persji, na Kaukazie, w Turcji, Arabii, w Afryce Północnej, sporadycznie na Węgrzech i w Polsce oraz na Rusi. Najczęściej dziryt składał się z czworograniastego stalowego grotu długości 15 cm osadzonego na drzewcu długości około 70-90 cm. Drzewce miało na tylcu okucie lub metalowe pióro działające jako statecznik podczas lotu. Dobrze wyważony dziryt pozwalał na celny rzut na odległość kilkudziesięciu metrów. Zwykłe dwa lub trzy dziryty noszono w płaskim kołczanie pokrytym skórą i oprawianym w metal, dołączając czasami do kompletu nóż myśliwski; Turcy i Tatarzy nazywali taki kołczan dżeritem lub dżitem. W Indiach i Persji luksusowe odmiany dzirytu sporządzano w całości ze stali damasceńskiej, zdobiąc je złotem. W Turcji dziryty miały groty trój- lub czworograniaste osadzone na metalowych prętach obłożonych rogiem; na terenie Afryki drzewca dzirytów pokrywano czasami skórą wężową. W różnych krajach muzułmańskich popularny był rodzaj turnieju na dziryty, zwany dżarodbazi (arab).